# Поліна Бонапарт
Паула Марія Бонапарт Леклерк Боргезе (фр. Pauline Marie Bonaparte ; 20 жовтня 1780 — 9 червня 1825), більш відома як Поліна Бонапарт — принцеса французької імперії, перша суверенна герцогиня васталли та принцеса-консорт Сульмони та Россано. Шоста дитина Летиції Рамоліно та Карло Буонапарте, представника Корсики при дворі короля Франції Людовіка XVI. Її старший брат, Наполеон, був першим імператором Франції. Дружина Шарля Леклерка, французького генерала, після його смерті дружина Камілло Боргезе, 6-го принца Сульмони. Її єдиний син, Дермід Леклерк, народжений від першого шлюбу, помер у дитинстві. Вона була єдиною сестрою Бонапарта, яка відвідувала його у вигнанні на острові Ельба.

## Ранні роки
Марія Паола Буонапарте, шоста дитина Летиції Рамоліно та Карло Марії Буонапарте, представника Корсики при дворі короля Франції Людовика XVI, народилася 20 жовтня 1780 року в Аяччо на Корсиці. Італійською мовою вона була відома як «Паоліна». Незабаром її сім'я також взяла французьке написання свого прізвища, Бонапарт. Кажуть, що вона була улюбленою сестрою Наполеона. Про її дитинство відомо небагато, крім того, що вона не отримала формальної освіти. Після смерті Карло в 1785 році сім'я занурилася в бідність.
Влітку 1793 року її брат Люсьєн Бонапарт висловив підбурювальні коментарі в місцевій якобінській управі, через які сім'я змушена була втекти на материк. Саме там, на материку, її стали називати «Полетт». Дохід, який Бонапарти отримували від своїх виноградників та інших володінь на Корсиці, був перерваний британською окупацією острова в 1794 році. Їхнє економічне становище стало настільки нестерпним, що жінки родини Бонапартів, за деякими свідченнями, стали прати білизну за гроші. Незважаючи на це, вони отримували, як і інші французькі біженці з Корсики, допомогу від французького уряду. З місця висадки, Тулона, вони переїхали до Марселя, де генерал Наполеон Бонапарт, її старший брат, познайомив її з Луї-Марі Станіславом Фрероном, проконсулом Марселя. Він маві намір їх одружити, але її мати Летиція була проти. Тоді Наполеон, незважаючи на те, що Поліна кохала Станіслава, видав її в шлюб з генералом Шарлем Леклерком в окупованому Францією Мілані 14 червня 1797 року. Наполеон повернувся до Парижа і делегував посаду головнокомандувача французькою армією в Італії своєму сестрінкові. Поліна народила хлопчика Дерміда Луї Наполеона 20 квітня 1798 року На відзнаку генерал Леклерк придбав нерухомість за межами Новеллари вартістю 160 000 французьких франків. Проблеми зі здоров'ям змусили Леклерка піти у відставку з військової посади в жовтні того ж року; його перевели до Парижа. Після прибуття Леклерка знову перемістили, цього разу до Бретані. Поліна залишилася в Парижі з Дермидом. Лор де Пермон — майбутня герцогиня д'Абрантес — і її мати прийняли Поліну у свій салон на вулиці Сен-Круа. Наполеон захопив владу внаслідок перевороту 18 брюмера в листопаді 1799 року: скинувши Директорію, він оголосив себе першим консулом.

## Сен-Домінг
Сен-Домінг (сучасне Гаїті) у Вест-Індії був французькою колонією з 1697 року, але з 1791 року там вибухнуло повстання проти Франції. Наполеон хотів відновити там французьку владу, тому організував експедицію. Він поставив на чолі генерала Леклерка, призначивши його генерал-губернатором острова. 14 грудня 1801 року Леклерк, Дермід і Поліна вирушили в колонію з Бреста. Флот Леклерка налічував 74 кораблі. Губернаторська родина зайняла флагманський корабель l'Océan. Після 45-денної подорожі флот прибув у гавань Ле-Кап. Генерал-губернатор наказав генералу Крістофу, який мав під своїм командуванням 5000 солдатами, здатись і передати Ле-Кап під владу Франції. Однак, коли всі спроби вирішити справу миром провалилися, Леклерк напав на місто під покровом темряви. У відповідь Крістоф зрівняв Ле-Кап із землею. Поліна тим часом залишилася на борту флагмана з їхнім сином. За словами Леклерка в листі від 5 березня до Наполеона, «згубні події, серед яких вона [Поліна] опинилася, виснажили її до того, що вона захворіла». Леклерку вдалося добитись капітуляції лідера повстанців Туссена Лувертюра в травні 1801.
Однак святкування було зіпсоване поширенням серед прибульців жовтої гарячки: 25 генералів і 25 000 солдатів померли від хвороби. Леклерк спочатку гарантував, що рабство, скасоване Якобінською республікою в 1794 році, залишиться забороненим; однак у липні жителі дізналися про його відновлення в іншій французькій колонії, сусідній Гваделупі. У травні французький уряд скасував рабство. У результаті корінні жителі Санто-Домінго запланували повстання на 16 вересня. Чорношкірі війська в армії Леклерка перейшли до своїх попередніх повстанських командирів, і генерал-губернатор мав лише 2000 чоловік проти 10 000 повстанців. Леклерк, побоюючись за безпеку Поліни, дав чіткий наказ сержанту Жаку де Норвіну негайно вивести Полін із Санто-Домінго, але ці запобіжні заходи виявилися непотрібними, оскільки Леклерк усе ж переміг повстанців.
Клімат негативно позначався на здоров'ї Поліни. Вона більше не могла ходити і була змушена була лежати по кілька годин на день. І вона, і Дермід страждали від жовтої гарячки. Однак поміж тим вона завела численних коханців, у тому числі кількох солдатів свого чоловіка, і заробила репутацію «вакханської розбещеності».
Леклерк намагався переконати Поліну повернутися до Парижа в серпні. Вона погодилася за умови, що «він [Леклерк]… дасть їй 100 000 франків». Коли генерал-губернатор відмовився, вона вирішила залишитися в Санто-Домінго; зауваживши, що на відміну від Парижа, «тут я царюю, як Жозефіна [дружина Наполеона]; я займаю перше місце».
Щоб чимось зайнятися, вона зібрала колекцію місцевої флори і заснувала звіринець, населений місцевими тваринами.
22 жовтня 1802 року Леклерк захворів. Лікар з військового госпіталю в Ле-Кап діагностував у нього гарячку, «спричинену тілесними та психічними труднощами, яких зазнав генерал [Леклер]». Біограф Флора Фрейзер вважає, що його симптоми були схожі на симптоми жовтої гарячки. Він помер 1 листопада. Через сім днів останки Леклерка, разом з Поліною і Дермідом, були спішно переправлені назад на материкову частину Франції.

## Принцеса Боргезе

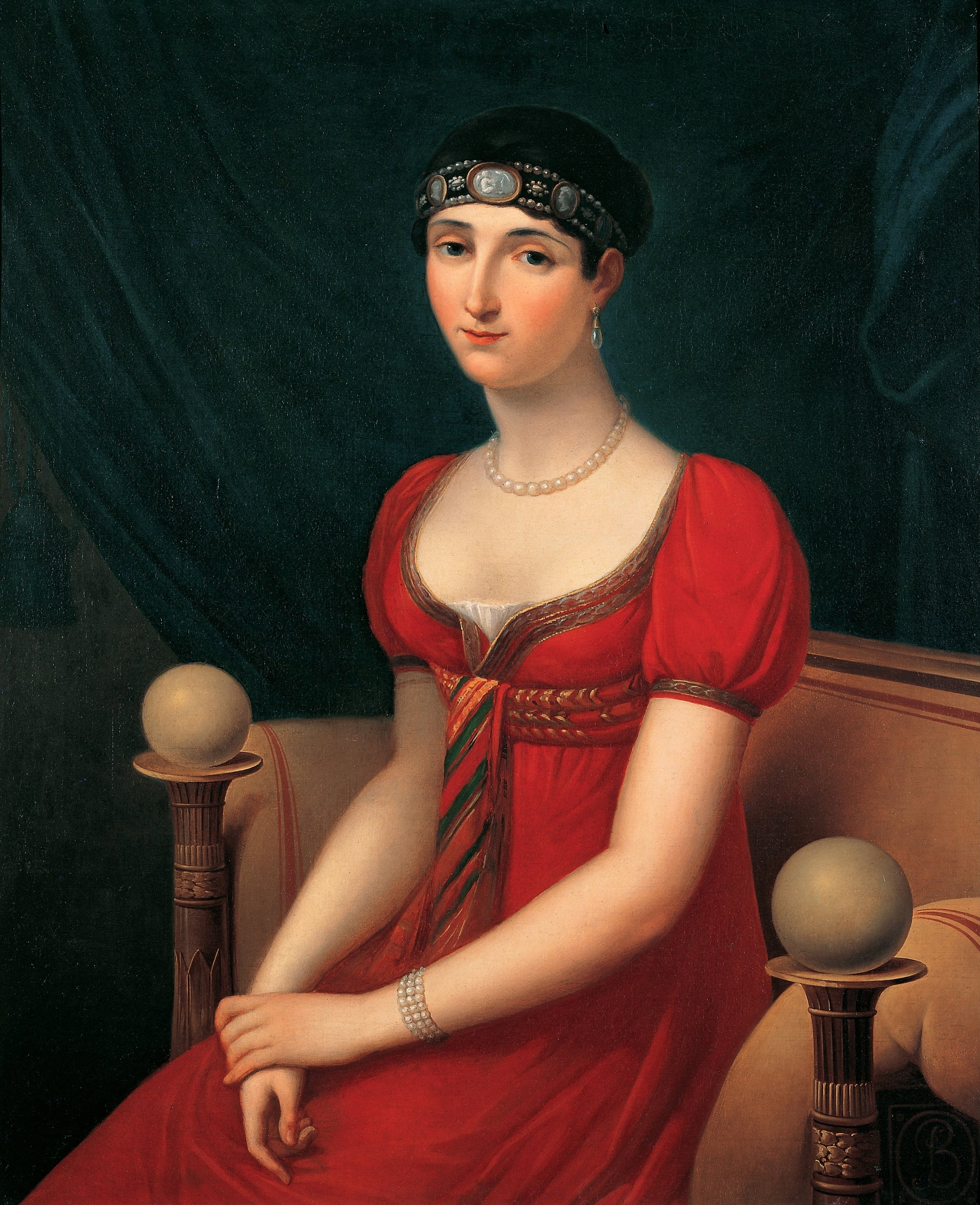
Портрет роботи Кінсона, 1808 рік

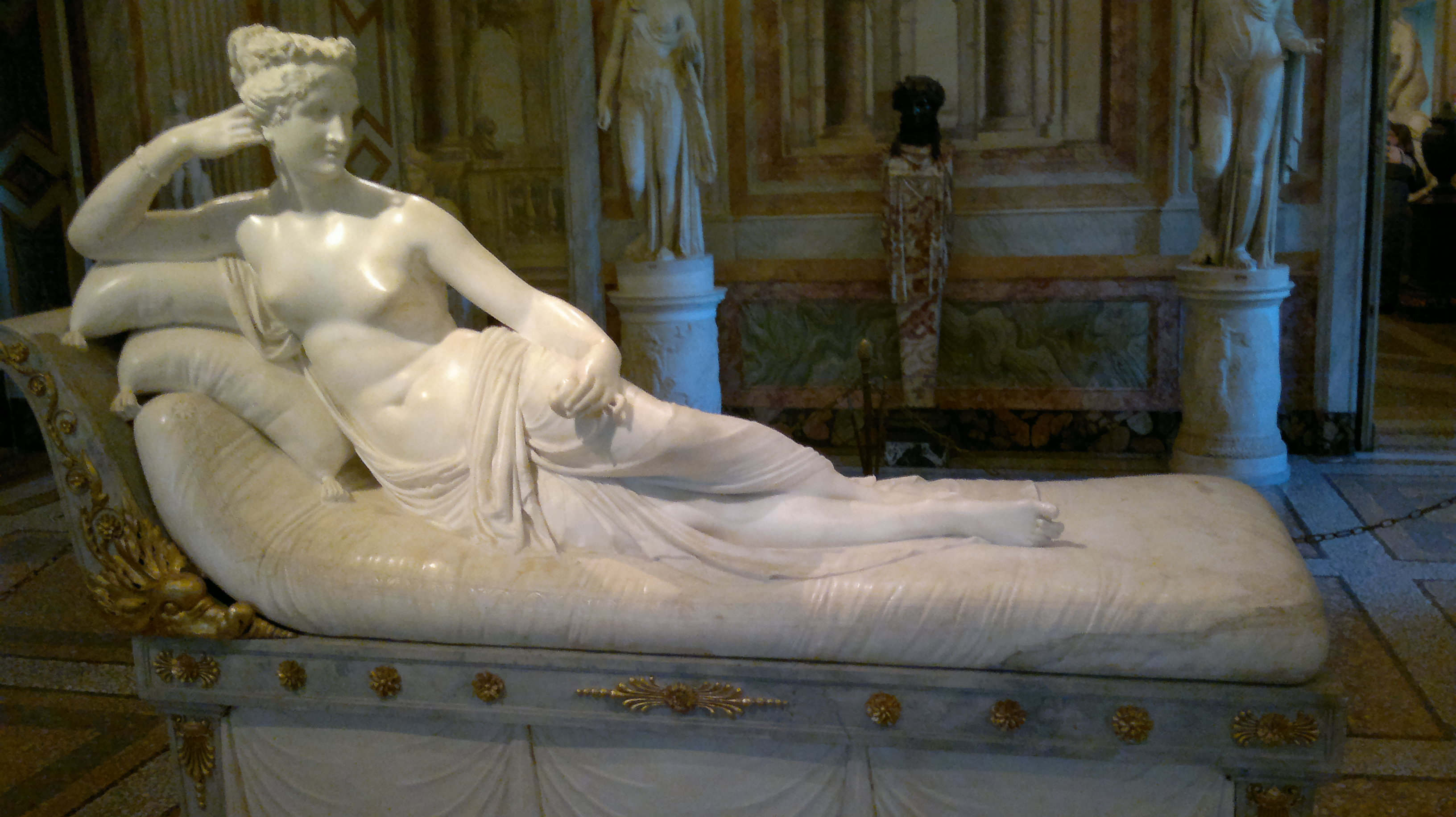
Венера Віктрікс (Канова)

Поліна досягла Тулонської затоки 1 січня 1803 року. Того ж дня вона написала Наполеону: «Я привезла з собою останки мого бідного Леклерка. Змилуйтесь над бідною Поліною, яка справді нещасна».
11 лютого вона прибула до столиці, де Наполеон домовився про те, щоб вона поселилася у їхнього брата Жозефа. У Парижі ходили чутки, що вона добула золото та коштовності у корінних народів у Санто-Домінґо та привезла скарби в саркофагу Леклерка, але це було не так. Вона успадкувала від Леклерка 700 000 франків ліквідного капіталу та активів.
Втомившись від життя з Жозефом, Поліна вирішила придбати готель Charost від герцогині, якій він належав. Вона зізналася подрузі, що їй «набрид» кодекс трауру, викладений у цивільному кодексі першого консула, який змушує її триматись віддалік паризького вищого світу, центром якого вона була перш ніж поїхати на Гаїті. Наполеон не бажав, щоб вона довго залишалася неодруженою; він намагався — але невдало — заручити її з герцогом Лоді та віце-президентом Наполеонівської Республіки Італії Франческо Мельці д'Еріль. Посланець Папи Пія VII, Джованні Баттіста Капрара, запропонував кандидатуру Камілло Боргезе, 6-го принца Сульмони, римського дворянина. Перший консул вірив, що такий шлюб зміцнить зв'язки між Францією та окупованою нею Італією, де панувала ворожість до агресорів. Це, у поєднанні з тиском з боку її братів Джозефа та Люсьєна, спонукало її вступити в шлюб і стати Боргезе. Шлюбний договір приніс Камілло посаг у розмірі 500 000 франків; а Поліні це принесло коштовності на суму 300 000 франків і використання діамантів родини Боргезе. 28 серпня 1803 року їх одружив Капрара, але без відома Наполеона, який хотів перенести весілля на листопад заради дотримання траурного протоколу. Виявивши обман Поліни, він відмовився визнати її новий титул: «Будь ласка, зрозумійте, мадам, що там, де я, немає принцеси». У листопаді відбулася цивільна церемонія підтвердження шлюбу. Проте Поліна продовжувала свої позашлюбні стосунки, зокрема роман зі скрипалем Нікколо Паганіні.
Камілло, Поліна і Дермід прибули до Рима 14 листопада. Поліна, яка бажала навчитися поводитися у римському суспільстві, отримала опіку в поводженні та танцях. Біограф Вільям Карлтон припускає, що Поліна — дрібна дворянка з Корсики — ніколи б не отримала такої вигідної партії, якби не політична вагомість Наполеона. Початкова приязність Поліни до Камілло незабаром перетворилася на неприязнь. Її син Дермід, будучи з народження хворобливим, помер 14 серпня 1804 року на віллі Альдобрандіні у Фраскаті після сильної гарячки та судом. Через три роки, у 1807 році, його останки були перенесені і захоронені поряд із останками його батька на території парку Шато де Монґобер.

## Після падіння Наполеона
У 1806 році Наполеон зробив свою сестру суверенною принцесою і герцогинею Ґвасталли ; однак незабаром вона продала герцогство Пармі за шість мільйонів франків, зберігши лише титул принцеси Ґвасталли. Поліна тимчасово потрапила в немилість свого брата через свою ворожість до його другої дружини, імператриці Марії Луїзи, але коли Наполеонові зрадила його доля, Поліна виявила себе більш лояльною, ніж інші його сестри та брати.
Після падіння Наполеона Поліна ліквідувала всі свої активи та переїхала на Ельбу, використавши ці гроші для поліпшення стану Наполеона. Вона була єдиною з братів і сестер Бонапарта, хто відвідав свого брата під час його заслання на Ельбі. Її будинок у Парижі, Hôtel de Charost, був проданий британському уряду та використаний герцогом Веллінгтоном як його офіційна резиденція під час його перебування на посаді посла Великої Британії у Франції. Сьогодні будинок все ще є домом британського посла.
Після Ватерлоо Поліна переїхала до Рима, де вона користувалася захистом папи Пія VII (який колись був в'язнем її брата), так само як і її мати Летиція (тоді перебувала в палаці на площі Венеції) та інші члени родини Бонапартів. Поліна жила у віллі між Порта-Піа та Порта-Салярія, яка називалася Вілла Паоліна на її честь і була оформлена в стилі Єгиптоманії, який вона любила. Її чоловік, Камілло, жив у Палаццо Боргезе, але потім переїхав до Флоренції, щоб віддалитися від неї, маючи десятирічні стосунки з коханкою. Незважаючи на це, Поліна переконала Папу впрохати принца прийняти її назад лише за три місяці до її смерті від туберкульозу легенів. Вона померла у своєму Палаццо Сальвіаті-Боргезе у Флоренції.

## Здоров'я
Більшу частину свого життя Поліна була слабкого здоров'я, ймовірно, через сальпінгіт. Вона померла 9 червня 1825 року у віці сорока чотирьох років у Палаццо Сальвіаті-Боргезе у Флоренції, причиною смерті була названа «пухлина в животі», але, можливо, це був туберкульоз легенів.
- Сімона Женевуа грає її в німому фільмі «Наполеон» 1927 року.
- Гледіс Голланд грає її в бойовику, дія якого відбувається на Гаїті,1952 року «Лідія Бейлі»[49].
- Шарлотта Остін грає її у фільмі 1954 року «Дезіре».
- Джанна Марія Канале грає її у французькому фільмі «Наполеон» 1955 року.
- Клаудія Кардінале грає її у французькому фільмі «Аустерліц» 1960 року.
- Лаура Валенсуела грає її в італійсько-французькому фільмі 1961 року «Мадам».
- Джина Лоллобриджида грає її у французькому фільмі 1962 року Venere imperiale.[49]
- Марія Розарія Омаджо грає її у французькому міні-серіалі 1979 року «Жозефіна, або комедія честолюбства».
- Йона Скай грає її в міні-серіалі 1987 року «Наполеон і Жозефіна: Історія кохання».
- Констанс Долле грає її в міні-серіалі «Наполеон» 2002 року.